# إستر كلارك رايت
إستر كلارك رايت (بالإنجليزية: Esther Clark Wright)‏ هي مؤرخة كندية، ولدت في 1895 في فريدريكتون في كندا، وتوفيت في 17 يونيو 1990.

## الحياة والعمل
وُلدت إستير كلارك في فريدريكتون، نيو برونزويك في عام 1895، وهي ابنة ألدرمان سابق لتلك المدينة. تخرجت من جامعة أكاديا في وولفيل، نوفا سكوتيا مع مرتبة الشرف في الاقتصاد (1916). في عام 1919، مُنحت راعياً من الكنيسة المعمدانية (فريدريكتون) وقبلت منصب مسؤول لغرانجفيل في مقاطعة كنت نيو برونزويك. أصبحت بذلك أول امرأة تحصل على هذا المنصب في المقاطعة. أجرت لاحقًا مزيدًا من الدراسة الأكاديمية في جامعة تورنتو وجامعة أكسفورد وجامعة ستانفورد، وتخرجت من جامعة هارفارد بدرجة الدكتوراه في التاريخ الاقتصادي في عام 1931 تزوجت إستر كلارك من كونراد بايلينغ رايت في 31 يوليو 1924 في مزرعة خارج فريدريكتون في نيو برونزويك. عملت محاضرة في علم الاجتماع في جامعة أكاديا من 1943 إلى 1947. 
بدأت إستر مسيرتها المهنية في الكتابة كامرأة شابة مع الرأي العام (1916) والتحدي للأنوثة الكندية (1918)، وهي أول أعمالها المنشورة. قامت في النهاية بتأليف خمسة عشر كتابًا ومقالات عديدة حول مجموعة واسعة من الموضوعات، بما في ذلك التاريخ الإقليمي وتاريخ الأسرة والسيرة الذاتية. 
شغلت رايت مناصب في العديد من المنظمات. شغلت منصب رئيس رابطة المستهلكين في نيو برونزويك، 1950-1952؛ نائبة رئيس المجلس الوطني للمرأة الكندية، 1950-1953؛ ونائبة رئيس الاتحاد الكندي لجامعات الجامعة، 1952-1955.

## الجوائز والتقدير
في عام 1990، استقبل زوجها كونراد رايت وسام كندا نيابة عنها من الحاكم العام لكندا، راي هناتيشين في حفل أقيم في قاعة مدينة وولفيل. تم الاعتراف بعملها الرائد في نيو انغلاند بلانرز في عام 1987 عندما أعلن الدكتور رايت أول عالم زارع خلال مؤتمر نيو إنغلاند بلانترز مارين كندا. توفيت في يوليو 1990. بعد وفاتها، سمت جامعة أكاديا أرشيفها على شرفها - The Esther Clark Wright Archives. 
حصلت على درجات فخرية من جامعة أكاديا وجامعة دالهاوسي جامعة نيو برونزويك. في عام 1975 حصلت على جائزة من جامعة أكاديا، وفي عام 1981 حصلت على جائزة من جامعة دالهاوسي.